# Afzettingen van Goeree
De Formatie van Goeree (België) of het Laagpakket van Goeree (Nederland) is een serie gesteentelagen in de ondergrond van het Kempens Bekken, Zeeland en het aangrenzend gebied onder de Noordzee. De Formatie of het Laagpakket is onderdeel van de Kolenkalk Groep van het Onder-Carboon. In Nederland behoort het Laagpakket van Goeree daarnaast ook tot de Formatie van Zeeland. De naam komt van het voormalige eiland Goeree, een deel van het Zuid-Hollandse eiland Goeree-Overflakkee. De Formatie of het Laagpakket van Goeree dagzoomt nergens; ze is alleen bekend uit boringen.

## Beschrijving en voorkomen
De Formatie of het Laagpakket van Goeree bestaat uit grijze tot zwarte kalksteen met variërende dikte van de gelaagdheid. Plaatselijk is de kalk verkiezeld. De dikte varieert en loopt in een boring bij Geverik op tot 500 meter. De top van de Formatie of het Laagpakket bestaat uit zeer donkere en deels verkiezelde schalie. Daardoor is sprake van een geleidelijke overgang naar de overliggende Formaties van Souvré (Kempens Bekken) en Epen (Nederland).
De Formatie van Goeree ligt in het Kempens Bekken bovenop de Formatie van Visé. In Nederland ligt het Laagpakket van Goeree boven het Laagpakket van Schouwen, dat daar eveneens tot de Formatie van Zeeland wordt gerekend. 
De Formatie of het Laagpakket van Goeree komt voor in het oostelijkste deel van het Kempens Bekken. Ze is aangetroffen in de slenk in het zuiden van Nederlands Limburg en strekt zich waarschijnlijk verder uit onder Belgisch Limburg in de omgeving van Wezet (Visé). Naar het westen van het bekken toe gaat de formatie waarschijnlijk over in de Formatie van Loenhout. In en voor de kust van Zeeland komt het Laagpakket van Goeree voor in een vergelijkbare slenk uit het vroege Carboon. Deze slenken vormen onderdeel van het Rhenohercynisch voorlandbekken dat in die periode ten noorden lag van het zich geleidelijk vormende Hercynische gebergte.